# XO-4
XO-4 eller Koit, är en ensam stjärna belägen i den norra delen av stjärnbilden Lodjuret. Den har en skenbar magnitud av ca 10,67 och kräver ett teleskop för att kunna observeras. Baserat på parallax enligt Gaia Data Release 2 på ca 3,64 mas, beräknas den befinna sig på ett avstånd på ca 896 ljusår (ca 275 parsek) från solen. Den rör sig bort från solen med en heliocentrisk radialhastighet på ca 2 km/s. En sökning efter följeslagare med adaptiv optik på MMT Observatory gav negativt resultat.

## Nomenklatur
År 2019 tillkännagav IAU som en del av NamnExoWorlds att XO-4 skulle det officiella namn Koit på förslag från Estland. Koit är det estniska ordet för gryning och är namnet på en karaktär i en folksaga skriven av Friedrich Robert Faehlmann. 

## Egenskaper
XO-4 är en gul till vit stjärna i huvudserien av spektralklass F5 V. Den har en massa som är ca 1,3 solmassa, en radie som är ca 1,6 solradie och har en effektiv temperatur av ca 6 400 K.

## Planetsystem
En känd exoplanet, XO-4b, som klassificeras som en het Jupiter, kretsar kring XO-4. Den upptäcktes 2008 av XO Telescope-projektet med hjälp av transitmetoden. Den har fått namnet Hämarik, vilket betyder skymning, och hänvisar till en karaktär från samma Faehlmann-berättelse med Koit.
| Planet | Massa          | Halv storaxel (AE) | Siderisk omloppstid (d) | Excentricitet       | Inklination | Radie |
| ------ | -------------- | ------------------ | ----------------------- | ------------------- | ----------- | ----- |
| b      | 1,72 ± 0,20 MJ | 0,0552 ± 0,0003    | 4,1250823 ± 0,0000039   | 0 (antagen) [not 1] | -           | -     |

Not.1. Excentricitet ungefär lika med noll förväntas teoretiskt och överensstämmer med timing för radiell hastighet och planetens förmörkelser.